# 神田朱未のわたしのすきなこと。
『神田朱未のわたしのすきなこと。』（かんだあけみのわたしのすきなこと）は、2009年11月1日から2013年3月31日までエフエム愛知で放送されていたラジオ番組。略称は『わたすき』。
また、2013年4月7日から2015年3月29日まで放送されていた、『わたしのすきなこと。2nd』（わたしのすきなこと。セカンド）、2015年4月5日から2019年10月27日まで放送されていた『もっと!わたしのすきなこと。』についても、本項目で併せて記述する。

## 概要
神田朱未がFMでアニソンを流したいという熱い思いから生まれた番組。
番組終了後の21：00からFM愛知のホームページにて、未公開部分やNG部分も加えたノーカット完全版のWeb配信が行われているが、著作権上の関係で楽曲はカットされ、トークのみが流れる。
声優が出演するラジオの多くが東京で収録されているがこの番組はパーソナリティが愛知に出向いて収録している。ゲスト回・コーナーに限り東京で収録することもある。その場合はアシスタントは休み。
神田とSKE48の松下・古川はドラマCD『英雄伝説 空の軌跡 クローゼ物語 〜翼、羽ばたくとき〜』でも共演している。
2013年3月31日の神田の番組卒業に伴い、同年4月7日放送分より新パーソナリティを迎えてリニューアルされた。また2015年3月29日にはパーソナリティの番組卒業に伴い、同年4月5日放送分より新パーソナリティを迎えてリニューアルされた。そして、2019年10月27日に最終回を迎えた。

## 放送時間
- 毎週日曜日 21:00 - 21:30（2009年11月1日 - 2013年3月31日）
- 毎週日曜日 20:30 - 21:00（2013年4月7日 - 2019年10月27日）

## 出演者

### パーソナリティ
『神田朱未のわたしのすきなこと。』
サブパーソナリティの松下唯と古川愛李が月ごとに交代で出演。松下は怪我のため長期休養中だったが、2011年1月29日放送分から復帰した。ただし、2010年2月以降は、変則的な出演となっている。
- メインパーソナリティ
  - 神田朱未-2013年3月31日の放送まで出演。
- サブパーソナリティ
  - 石田安奈（SKE48 チームKII） - 2011年10月2日の放送ではゲストとして出演。この日の放送の最後でこの番組のレギュラー入りとなった。
  - 梅本まどか（SKE48 チームE） - 2011年10月9日の放送ではゲストとして出演。この日の放送でこの番組のレギュラー入りとなった。
  - 桑原みずき（SKE48 チームS） - 2011年10月30日・11月6日放送。11月6日の放送でこの番組のレギュラー入りとなった。2013年1月6日の放送で1年2か月ぶりに出演した。
- 準レギュラー
  - 木﨑ゆりあ（SKE48 チームS）
  - 秦佐和子（SKE48 チームKII）
  - 小林亜実（SKE48 チームE） - 2011年7月3日・10日・17日出演。
  - 柴田阿弥（SKE48 チームE） - 2011年6月19日・26日出演。
- 過去の出演者
  - 松下唯（SKE48 チームS）- 2009年11月、2010年1月、2月、2011年1月29日、7月24日・31日出演。2011年9月25日の放送で番組卒業。サブパーソナリティとして出演していた。
  - 古川愛李（SKE48 チームKII） - 2009年12月、2010年2月、5月16日・23日、6月20日、9月出演。2011年10月23日の放送で番組卒業。サブパーソナリティとして出演していた。番組卒業後の2012年5月20日・27日、6月3日の放送にも出演した。
  - 平松可奈子（SKE48 チームS） - 2010年4月11日の公開録音（放送は4月18日・25日）、5月2日・9日・30日、6月6日・13日・27日出演。2011年11月6日の放送で番組卒業。サブパーソナリティとして出演していた。番組卒業後の2012年4月22日・29日、9月9日・16日・23日、12月9日・16日の放送にも出演した。

※ 2009年11月1日の初回と2010年2月28日、3月14日は松下、古川2人共に出演。

『わたしのすきなこと。2nd』
- メインパーソナリティ
  - 斉藤佑圭
- サブパーソナリティ
  - 江籠裕奈（SKE48 チームS→KII） - 2014年4月20日放送にてレギュラー出演報告。4月27日より出演開始。
  - 野口由芽（SKE48 研究生→チームS） - 2014年7月6日放送にてレギュラー出演報告。[注 4]
  - 磯原杏華（SKE48 チームE） - 2014年8月10日放送にてレギュラー出演報告。[注 5]

- 過去の出演者
  - 加藤るみ（SKE48 チームS→KII）[注 6]
  - 木下有希子（SKE48 チームS→E）[注 6]
  - 梅本まどか（SKE48 チームE）[注 6]
  - 斉藤真木子（SKE48 チームE→S）[注 6]
  - 竹内舞（SKE48 チームE→KII）[注 6]
  - 菅なな子（SKE48 チームE） - 2013年9月29日放送より出演開始。12月8日放送で番組降板。
  - 木﨑ゆりあ（SKE48 チームS） - 2013年9月29日放送より出演開始。2014年4月20日放送で番組降板。[注 7]
  - 中西優香（SKE48 チームS）[注 8]
  - 古川愛李（SKE48 チームKII）[注 8]
  - 矢方美紀（SKE48 チームKII→S）[注 9]

『もっと!わたしのすきなこと。』
- メインパーソナリティ
  - 宮川美保 - 2018年3月4日より出演。
- サブパーソナリティ
  - 相川暖花（SKE48 チームE）[注 10][注 11]
  - 北川愛乃（SKE48 チームS）[注 10][注 12]
  - 太田彩夏（SKE48 チームKII）[注 10][注 13]
- 過去の出演者
  - 江籠裕奈（SKE48 チームKII） - 2015年8月2日放送にて番組卒業の発表がされたが「女子自転車部名誉部員」として在籍。
  - 三上枝織 - 2015年4月5日から2016年3月27日までのメインパーソナリティ。3月27日放送で番組卒業発表。
  - 一色嶺奈（SKE48 研究生）[注 14][注 15]
  - 後藤楽々（SKE48 研究生→チームE）[注 14][注 16]
  - 小畑優奈（SKE48 研究生→チームKII）[注 14][注 17]
  - 上村亜柚香（SKE48 研究生）[注 18][注 19]
  - 水野愛理（SKE48 研究生）[注 18] [注 20]
  - 野口由芽（SKE48 チームS） - 2015年8月30日放送にて、わたすき女子自転車部アシストに任命し、準レギュラー出演。2017年2月26日放送で番組卒業。
  - 石田安奈（SKE48 チームKII） - 2015年10月4日放送にて、わたすき女子自転車部アシストに任命し、準レギュラー出演。[注 21]
  - 鎌田菜月（SKE48 チームE）[注 22][注 23]
  - 白井琴望（SKE48 チームKII）[注 22][注 24]
  - 髙畑結希（SKE48 チームE）[注 22][注 23]
  - 竹内彩姫（SKE48 チームKII）[注 22][注 25]
  - 野中藍 - 2016年4月3日より2018年2月25日までメインパーソナリティとして出演。
  - 岡田美紅（SKE48 研究生）[注 26][注 27]
  - 坂本真凛（SKE48 研究生）[注 26][注 28]
  - 白雪希明（SKE48 研究生）[注 26][注 29]

### ゲスト
なおSKE48メンバーはゲストとして初登場時点での所属チーム

## コーナー
※アニソンは「ふつおたのコーナー」と「「ミケアの不思議な冒険」テーマソングをつくろう!」のコーナーで1曲ずつ流れる。

### レギュラーコーナー
『もっと!わたしのすきなこと。』（第4期）
ふつおたのコーナー!
あいぽんのもっと○○したい!
声優パジャマトーク!
わたすき・ベストヒット・ランキング!
わたすき審判
マジカル・プリンセス「ちゅき姫伝説」
もっと!アニメイトライフ!
逆転満塁褒め言葉
SKE・48秒チャレンジ!のコーナー
わたすき。カフェ

### 終了したコーナー
『神田朱未のわたしのすきなこと。』
ふつおたのコーナー
おしえて!ちゅきこさま
アニメソングレター
はにゃ〜ん、二次元同好会!
「ミケアの不思議な冒険」テーマソングをつくろう!
FMシアター「ミケアの不思議な冒険」
鈴鹿8耐へeこう!!
リスナーさんと一緒にチャレンジ
突撃!アニメイト名古屋店

『わたしのすきなこと。2nd』
ふつおたのコーナー
ちゅき王に聞け!
好き好き!全世界普及計画
今週のわたしのすきなポーズ
東海エリアのすきなとこ。
わたすき。道場
マジカル・プリンセス!ちゅき姫伝説!!
突撃!ゆっけのあなたのすきなこと伺います
ちゅき姫伝説 5つの森の謎
ちゅき姫コーナー
わたすき。女子自転車部

『もっと!わたしのすきなこと。』（第1期）
みかログのコーナー!
みかしーの「もっと○○したい!」
みかしーのそれっておかしー!?
アニメイトさんスタッフリレー!
もっと8耐!がんばれTEAM TENMEI 桜プロジェクト
楽々自慢大会
ゆななのデコって言い訳!
早口言葉ピンポン

『もっと!わたしのすきなこと。』（第2期）
わたすき女子自転車部!
わたすきトーキングジム「ゆななのデコって言い訳!」
わたすきトーキングジム「ジェネレーション・ギャップ探偵団」
わたすきトーキングジム「ピンチ DE チャンス」

『もっと!わたしのすきなこと。』（第3期）
わたすき。トーキングジム「メルヘン事件簿」
わたすき。トーキングジム「クレーム対応の女神さま」

## 公開録音
- 2010年4月11日に、番組初の公開録音となる「鈴鹿サーキット presents 『神田朱未のわたしのすきなこと。』 in SKE48劇場 supported by 東海ウォーカー」がSKE48の本拠地でもあるサンシャイン栄で開催された（この模様は4月18日・25日に放送）。出演者は神田と古川のほか、公開録音からパーソナリティの仲間入りした平松とゲストとして当時SKE48の研究生だった秦と木﨑が出演した。
- 番組2回目となる公開録音は2010年7月25日に三重県鈴鹿市にある鈴鹿メディアパークのサテライトスタジオから放送（この模様は8月1日・8日に放送）。出演者はメインパーソナリティの神田と平松のほか、ゲストとしてSKE48の松井（玲）が出演した。
- 2012年10月7日に、番組3回目となる公開録音がノリタケの森で開催された（この模様は10月14日・21日に放送）。出演者はメインパーソナリティの神田、石田、梅本のほか、ゲストとして声優の阪口大助が出演した。

## エピソード
- 2009年12月13日放送は古川の20歳の誕生日と重なり、堀江由衣ファンである古川に神田からサイン入りCDがプレゼントされた。また、堀江からのお祝いコメントが流れた時には涙を流して喜んだ。
- 2010年4月4日放送の「おしえて!ちゅきこさま」のコーナーで、お悩みメールが1通も届いていないという事態が起こった。
- 2010年10月24日の放送では、神田1人（スタッフを含めても3人）での放送になった。
- 2010年10月31日の放送は、「秋のアニソン祭り」が開催された。これは「FMでアニソンを流したい」と言っていたのにもかかわらず、毎回2曲しか流されなかったため。
- 2012年4月15日の放送では神田が不在という設定でSKEメンバーも出演しなかったのでちゅきこだけで放送がおこなわれた。
- 2012年5月27日の放送では古川がメインパーソナリティー、神田がサブパーソナリティーという役回りが入れ替わった形で放送がおこなわれた。
- 2012年6月10日の放送では、「30代が喜ぶアニソン祭り」が開催された。
- 2012年7月22日の放送のエンディングで、神田が入籍したことを報告した。
- 2012年9月2日の放送でAice5の「裏・友情物語」が流れた[注 39]。
- 2013年3月17日の放送で神田が4月以降の番組リニューアルを報告し、神田の後任のメインパーソナリティに所属事務所の後輩である斉藤佑圭が担当することを発表された。
- 2015年3月22日の放送で斉藤佑圭が番組卒業を報告し、3月29日放送で4月以降の後任メインパーソナリティに所属事務所の同期である、三上枝織が担当することを発表された。